# فرانس روش
فرانس روش (انگلیسی: France Roche؛ ۲ آوریل ۱۹۲۱ – ۱۴ دسامبر ۲۰۱۳) بازیگر و فیلم‌نامه‌نویس اهل فرانسه بود. او یکی از اعضای هیئت داوران یازدهمین جشنواره بین‌المللی فیلم برلین بود.
او بین سال‌های ۱۹۵۱ تا ۱۹۷۹ در ۱۷ فیلم ایفای نقش نمود که از میانشان می‌توان به بدون گذاشتن نشانی و شب مستی اشاره کرد.